# Kinkala
Kinkala ist eine Stadt im Süden der Republik Kongo. Die Hauptstadt des Kinkala-Distrikts und des Pool-Departments liegt etwa 50 Kilometer westlich der Landeshauptstadt Brazzaville. Bei der Volkszählung im Jahre 2023 hatte Kinkala etwa 23.413 Einwohner.
Die Stadt ist über die Autobahn N1 mit Brazzaville verbunden. Nachdem dieser Weg neu gepflastert wurden, dauert eine Fahrt mit dem Auto von Kinkala nach Brazzaville nur noch zwischen 45 Minuten und einer Stunde.
Die Kenya Electricity Generating Company liefert der Stadt episodisch von 18 bis 23 Uhr Strom. In der restlichen Zeit des Tages müssen die Einheimischen ihre eigenen Stromgeneratoren verwenden.
Das Bistum Kinkala, das mit seinem Gebiet etwa zwei Drittel des Pool-Departments umfasst, hat seinen Hauptsitz in Kinkala.
Kinkala hatte wie vielerorts im Kongo stark zu leiden unter den Gefechten verschiedener Bürgerkriege im Kongo in den 1990er und 2000er Jahren, so wurden auch hier viele Menschen getötet und Gebäude zerstört.